# Donnellson (Iowa)
Donnellson – miasto w Stanach Zjednoczonych, w stanie Iowa, w hrabstwie Lee. Zgodnie ze spisem statystycznym z 2000 roku, miasto liczyło 963 mieszkańców.